# Општа болница у Бечу
Општа болница у Бечу, познатија по својој скраћенци АКХ, је главна болница у Бечу. То је такође градска универзитетска болница и седиште Медицинског универзитета у Бечу. То је једна од највећих болница у Европи, како по броју запослених тако и по броју кревета.

## Историја АКХ

### Стари АКХ
Порекло бечке Опште болнице сеже до др Јохана Франка, који је 1686. године, након завршетка Друге опсаде Беча, поклонио своје имање за изградњу војне болнице. Међутим, пошто је недостајао новац да се изгради зграда, рањеници и њихове породице су смештене у постојећу епидемијску болницу. Цар Леополд I је 1693. године организовао оснивање велике болнице. Године 1697. завршено је прво одељење у које су смештене 1.042 особе.
До 1724. године тамо је живело 1.740 људи. Проширење комплекса омогућено је вољом барона Фердинанда фон Тавоната, који је своје имање оставио војним инвалидима 1726. године. Цар Јозеф II је 28. јануара 1783. замерио што је огромни комплекс више служио као смештај за људе који су ушли захваљујући својим везама. Онима који су били најугроженији и даље је била потребна нега. 16. августа 1784. године дошло је до отварање болнице која је збрињавала пацијенте. Уз болницу се налазило и породилиште, сиротиште и лудница. Лудница звана "Нарентурм" (у дословном преводу: Торањ лудака) била је прва посебна установа у свету за смештај менталних пацијената. 
У 19. веку, Општа болница у Бечу је постала центар Бечке медицинске школе, где су се обављала многа иновативна медицинских истраживања. Тамо је Игнац Земелвајс радио своја истраживања о хигијени, а Карл Ландштајнер је открио типове крвних група.
Данас се локација старог АКХ-а користи као главни универзитетски кампус Медицинског универзитета у Бечу. Стари АКХ укључује универзитетске медицинске институте, као и бројне хуманистичке институте, угоститељске објекте и мања предузећа.

#### Нарентурм
У старој АКХ налази се прва зграда у свету за смештај менталних болесника, коју је 1784. године под царем Јозефом Другим основао Исидор Каневале. Данас је ту седиште Савезног патолошко-анатомског музеја. Зграда се састојала од петоделне кружне зграде налик тврђави са прозорима у облику прореза за 200 до 250 менталних пацијената. У својој строгој геометријској форми, зграда се сматра врхунцем револуционарног класицизма. Свака ћелија имала је јака решеткаста врата и прстенове за везивање необузданих пацијената. Десет година касније, објекат је већ био застарео због иновација у терапији менталних болесника. Због свог округлог облика Нарентурм је поређен са бечком посластицом званом Куглхоф.

Нарентурм је имао на кровном гребену громобран чије две монтажне плоче се још увек налазе у унутрашњем дворишту. Апарат који је осмислио чешки свештеник и проналазач Прокоп Дивиш и који је постављен 1754. године, вероватно није ни био намењен громобранској заштити. Цар Јозеф Други је добро познавао Дивишове покушаје да струјањем издејствује здравствене користи за пацијенте. До данас, није разјашњено да ли су ови громобрани коришћени за лечење пацијената.
- Нарентурм, изграђен око 1782. године
- Нарентурм снимљен 2019. године
- Један од најстаријих громобрана на свету, налази се у Нарентурму

### Синагога
Синагогу у старом АКХ у Бечу осмислио је 1903. архитекта Макс Флајшер као „павиљон за молитву“ за пацијенте јеврејске вере. Синагога је уништена током Кристалне ноћи од стране Трећег рајха 1938. године, а додатно је уништена када је после рата, 1953. године, претворена у трафо станицу. Године 2005. остаци зграде су рестаурирани и претворени у Меморијал Марпе Ланефеш.

### Нацистичко доба
Године 1939, годину дана након Аншлуса, Општа болница је пребачена у општинску управу.
Амерички часопис Тајм је 28. марта 1938. писао о разорном утицају прогона многих јеврејских лекара у Бечу. Тајм извештава о самоубиствима, како Јевреја тако и нејевреја, укључујући „професора Арнолда Баумгартена, Јеврејина и некадашњег шефа аустријског државног здравственог одељења, и Волфганга Денка, главног хирурга Универзитетске и опште болнице, аутора уџбеника о хирургији, који није био Јеврејин."

### Нови АКХ
Временом су зграде Опште болнице из доба Хабзбурговаца постале незграпне, па је 1957. одлучено да се изгради нова велика централна болница. Изградња нове АКХ почела је у лето 1964. године. У почетку су измештени домови за запослене и универзитетске клинике за дечију медицину. 1974. године почела је изградња главне зграде. Главна зграда се састоји се од амбуланте и две велике, 22 спрата високе куле, које примају пацијенте у 2.200 кревета.
Две велике куле су званично отворене 1994. године, иако су биле делимично у употреби од 1991. године. Укупни трошкови изградње су еквивалентни вредностима из 2004. године од приближно 4,5 милијарди евра. Пројектовани трошкови су били 1 милијарда шилинга (72,67 милиона евра). Трошкове изградње заједно су сносили град Беч и Аустријска држава. Експлозија трошкова и повезана афера мита са изградњом новог АКХ-а довела је до скандала АКХ, највећег аустријског грађевинског скандала. Штавише, аустријски часопис ЕЦО је известио да је искоришћено само 60% капацитета АКХ, те да остали део стоји потпуно празан.
Тренутно је у АКХ запослено око 9.000 људи. Од тога, око 1.600 лекара и 4.500 здравствених радника. У 2022. години АКХ има у функцији 1738 кревета за пацијенте. Годишње се скоро 95.000 људи лечи на стационарном нивоу, а још пола милиона похађа 384 болничке амбуланте. Више од 11.000 студената је регистровано на Медицинском универзитету у Бечу.
АКХ је повезан са сопственом подземном (метро) станицом (линија У6, станица Михелбојерн/АКХ).